# 安东·泽夫科

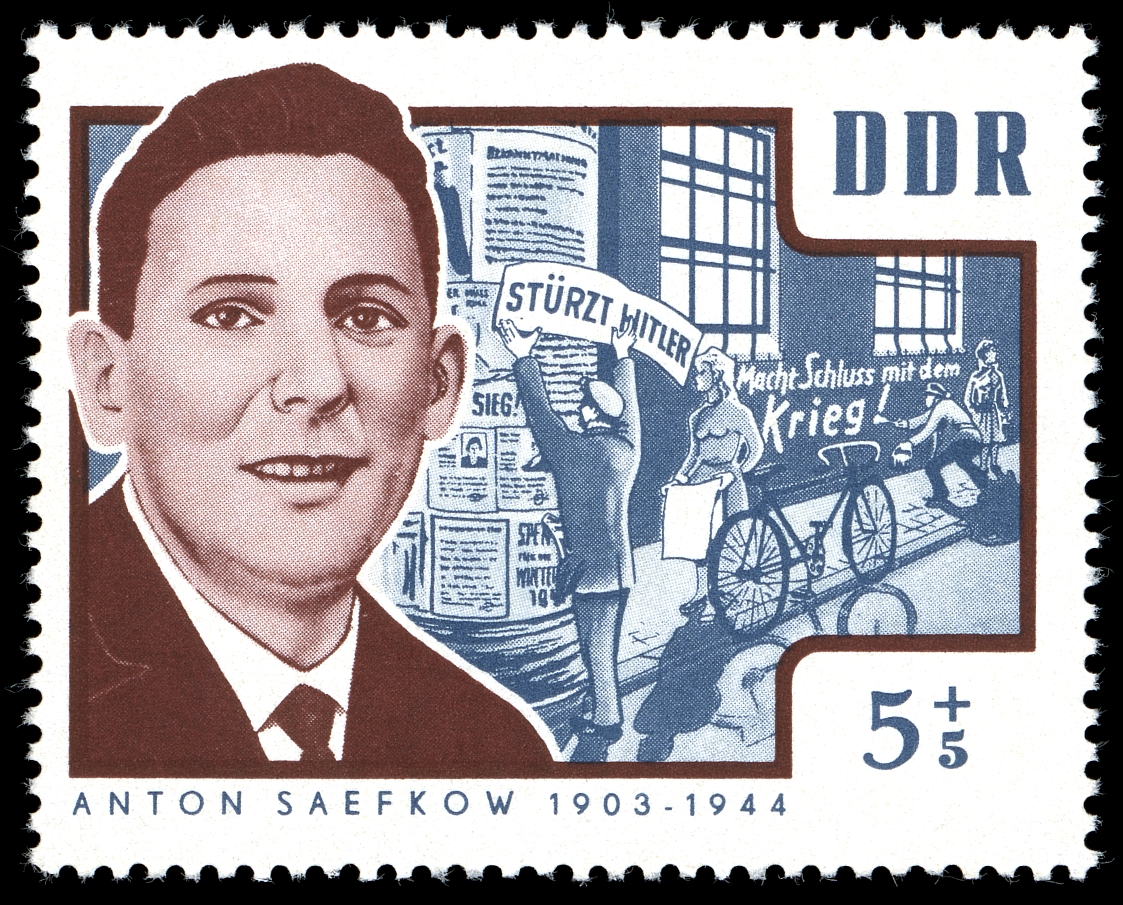
安东·泽夫科

安东·埃米尔·赫尔曼·泽夫科（Anton Emil Hermann Saefkow，1903年7月22日—1944年9月18日）是一位德国共产党人，曾参与反纳粹的德国抵抗运动。1944年4月，阿道夫·赖希魏因与安东·泽夫科取得联系，希望他参与7月20日密谋案。1944年7月，泽夫科被捕，最终在9月18日在勃兰登堡-戈登监狱被处决。